# Sielawicze (rejon lachowicki)
Sielawicze (biał. Сялявічы, Sialawiczy; ros. Селявичи, Sielawiczi) – wieś na Białorusi, w obwodzie brzeskim, w rejonie lachowickim, w sielsowiecie Nowosiółki.

## Historia
Pod zaborami zaścianek. W II Rzeczypospolitej folwark. W XIX i w początkach XX w. położone były w Rosji, w guberni mińskiej, w powiecie nowogródzkim, w gminie Darewo.
W dwudziestoleciu międzywojennym leżały w Polsce, w województwie nowogródzkim, w powiecie baranowickim, w gminie Darewo. W 1921 miejscowość liczyła 42 mieszkańców, zamieszkałych w 3 budynkach, w tym 25 Białorusinów i 17 Polaków. 24 mieszkańców było wyznania prawosławnego i 18 rzymskokatolickiego.
Po II wojnie światowej w granicach Związku Sowieckiego. Od 1991 w niepodległej Białorusi.